# W80 (核弾頭)
W80は、アメリカ合衆国が開発した核弾頭。ロスアラモス国立研究所で開発されたものであり、アメリカ空軍およびアメリカ海軍の巡航ミサイル向け弾頭として用いられている。

## 概要
B61核爆弾の設計を基に、1976年から開発が開始された。起爆装置にトリアミノトリニトロベンゼン低感度爆薬を用いたものの、低温時の性能に問題があり、改設計を行い1982年から生産を再開している。mod0とmod1の2つのサブタイプがあり、mod0は、海軍のBGM-109 トマホーク向け、mod1は、AGM-86 ALCMおよびAGM-129 ACM向けとなっている。mod0は、プルトニウム240の含有量がより少ない高品質の核分裂燃料を用いている。これは、潜水艦乗組員向けに放射線暴露を低減する意味合いもある。W80のサイズは直径11.8インチ、長さ31.4インチ、重量290ポンド。核出力は可変式であり、5-200kt。1981年よりW80 mod1が、1983年よりW80 mod3の生産が開始されている。1990年までにかけてmod0は367発、mod1は1,750発が生産された。アメリカ海軍向けのものは戦術核兵器の海上配備廃止方針により保管状態にあり、空軍向けのものは現在でも配備状態にある。なお、W80については、今後も配備を続けるために延命計画が検討されている。